# Dan Brown
Daniel James Brown (Exeter, Nuevo Hampshire, Estados Unidos, 22 de junio de 1964), conocido como Dan Brown, es un escritor estadounidense especialmente popular por la novela El código Da Vinci (2003) y otros títulos protagonizados por el personaje Robert Langdon.

## Biografía
Brown nació el 22 de junio de 1964 en Exeter, New Hampshire. Asistió a las escuelas públicas de Exeter hasta el noveno curso. Su madre, Constance (de soltera Gerhard), se formada como organista de iglesia y estudiante de música sacra. Creció en el campus de la Phillips Exeter Academy, donde su padre, Richard G. Brown, fue profesor de matemáticas y escribió libros de textodesde 1968 hasta su jubilación en 1997.  Estudió secundaria en el instituto Phillips Exeter Academy, Class of 1982, y sus estudios universitarios en Amherst College. Como estudiante residió en Gijón (España) en el año de 1980, este traslado a España fue su primer viaje al extranjero estudiando en un instituto de dicha ciudad. Brown afirma que en 1985, un año antes de graduarse, estudió Historia del Arte en la Universidad de Sevilla, pero esta universidad declaró que no existen registros de que él hubiese sido estudiante en sus instalaciones, y que en caso de haberlo sido es probable que lo haya hecho como un estudiante itinerante en un simple curso de verano.

## Trayectoria
Tras licenciarse en Amherst, Brown se dedicó a la música, produjo una grabación con canciones infantiles y fundó la empresa Dalliance, con la que grabó Perspective.  
En 1991 se mudó a Hollywood, California, para continuar con su carrera de pianista y cantautor, mientras se ganaba la vida como profesor de inglés y español en un colegio de Beverly Hills,  donde conoció a su futura esposa: Blythe Newlon, una mujer quince años mayor, con quien después de varios años de convivencia contrajo matrimonio en 1997. A pesar del talento de Dan Brown como compositor, nunca pareció conseguir el reconocimiento suficiente como intérprete, por lo que en 1993, regresaron a Nuevo Hampshire, donde continuó con su carrera musical y dando clases de inglés en Phillips Exeter Academy y de español en la Lincoln Akerman School. En 1993, además, grabó Dan Brown y en 1994 Angels and demons, título que conservaría para su segunda novela.
Pero, todo cambió en el verano de 1993. Mientras estaba en una playa de Tahití, encontró olvidada en una tumbona la novela La conspiración del juicio final (1991), de Sidney Sheldon. Al regresar a Exeter, comenzó a trabajar en Digital Fortress (La fortaleza digital), su primera novela, en la que involucraba en la intriga a la Agencia de Seguridad Nacional (NSA). Este techno-thriller, aparecido en 1998, criticado por su superficialidad y deslices en el tratamiento tecnológico, tuvo un relativo éxito comercial.
En el año 2000 publica Ángeles y demonios, donde aparece por primera vez el personaje Robert Langdon, profesor de simbología religiosa en la Universidad de Harvard que, investigando un misterioso símbolo, se encuentra con la secta de los Illuminati, hermandad que lleva siglos enfrentada a la Iglesia católica.
Al año siguiente aparece Deception Point (2001, traducida al español como La conspiración), libro que motoriza su trama con el descubrimiento de un extraño objeto en el Ártico por parte de un satélite (SOT) de la NASA.
Langdon, el personaje clave de Ángeles y demonios, es también el protagonista de la obra que lo convirtió en fenómeno mundial de superventas, El código Da Vinci, un libro centrado en la búsqueda del significado real del Santo Grial.

## Obras

### Novelas independientes
- La fortaleza digital (Digital Fortress, 1998, ed. Umbriel)
- La conspiración (Deception Point, 2001, ed. Umbriel)

### Serie Robert Langdon
1. Ángeles y demonios (Angels & Demons, 2000, ed. Umbriel). Adaptada al cine en 2009.
2. El código Da Vinci (The Da Vinci Code, 2003, ed. Umbriel). Adaptada al cine en 2006.
3. El símbolo perdido (The Lost Symbol, 2009, ed. Planeta) Adaptada a serie de TV en 2021.
4. Inferno (Inferno, 2013, ed. Planeta). Adaptada al cine en 2016.
5. Origen (Origin, 2017, ed. Planeta)
6. El último secreto (The Secret of Secrets, 2025, ed. Planeta)

### Obras de humor
- 187 Men to Avoid: A Survival Guide for the Romantically Frustrated Woman (1995, coescrito bajo el pseudónimo de Danielle Brown, sin traducción al español)
- The Bald Book (1998, co-coescrito junto a su esposa, sin traducción al español)

### Obras infantiles
- La sinfonía de los animales (Wild Symphony, 2020, ed. Planeta), libro infantil ilustrado

## Argumento de sus obras

### Novelas independientes

#### La fortaleza digital
Su primera novela tiene como protagonista a Susan Fletcher, una de las mejores criptógrafas de la NSA, que verá peligrar su vida con la llegada de un extraño código que, a primera vista, ni ella misma sabe descifrar. Paralelamente y sin que Susan lo sepa, su prometido, el traductor David Becker, es enviado por la NSA a Sevilla en busca de la clave para resolver el misterio, mientras es seguido de cerca por un implacable asesino a sueldo.

#### La conspiración
Su tercera novela gira en torno a una red de conspiraciones que se desencadena tras el descubrimiento, por parte de la NASA, de un meteorito enterrado en la plataforma de hielo Milne (Canadá, cerca del Polo Norte) que parece presentar pruebas irrefutables de la existencia de vida extraterrestre. Su protagonista es la analista de inteligencia Rachel Sexton.

### Saga Robert Langdon

#### Ángeles y demonios
Su segunda novela es, a su vez, la primera de una serie de aventuras protagonizada por el profesor de simbología y arte religioso de Harvard, Robert Langdon. En este caso, el profesor Langdon y la científica del CERN Vittoria Vetra se verán envueltos en una carrera contra el tiempo por salvar al Vaticano de un atentado terrorista organizado por una hermandad secreta que se creía desaparecida, los Illuminati, que involucra una bomba de antimateria y el secuestro de cuatro cardenales preferiti en pleno cónclave papal.

#### El código Da Vinci
En su cuarta novela, la más popular, y, posiblemente, la más polémica de todas, Brown recupera al personaje de Robert Langdon, que ahora debe solucionar un misterio con la criptóloga Sophie Neveu, relacionado con una sociedad secreta conocida como el Priorato de Sion, de la que Leonardo da Vinci habría sido Gran Maestre, y la posible ubicación del Santo Grial. Langdon y Sophie parten en busca del Grial por distintas locaciones de París y Londres, mientras un monje albino asesino trabaja presuntamente a las órdenes del Opus Dei para mantener oculto el secreto.

#### El símbolo perdido
En su quinta novela, trata el tema de la masonería
con el personaje de Robert Langdon como protagonista. Esta vez, deberá salvar la vida de un viejo amigo, Peter Solomon, y evitar que un secreto muy bien guardado caiga en malas manos, con la ayuda de la científica del Instituto de Ciencias Noéticas Katherine Solomon, hermana de Peter. 
Fue publicada el 15 de septiembre de 2009 en Estados Unidos y el 29 de octubre de 2009 en España.

#### Inferno
Es su sexta novela y la cuarta protagonizada por el experto en simbología Robert Langdon.
En esta novela, Langdon despierta en un hospital de Florencia con una herida de bala en la cabeza y sin poder recordar nada de lo sucedido, por lo que se ve inmerso, junto a la misteriosa Sienna Brooks, en una persecución policial mientras intentan descifrar el plan de un científico transhumanista demente obsesionado con Dante Alighieri y la sobrepoblación mundial.

#### Origen
Quinta entrega de la serie Robert Langdon. El profesor Langdon acude al Museo Guggenheim Bilbao para conocer un gran secreto que debe desvelar Edmond Kirsch, uno de los alumnos más brillantes de Langdon años atrás y que será trascendental para la humanidad. En ese momento estalla el caos y el protagonista debe huir a Barcelona para buscar y descifrar las pistas que dan acceso al gran secreto que respondería a las dos preguntas que se ha hecho siempre la humanidad: ¿De dónde venimos? y ¿adónde vamos?. Origen se desarrolla íntegramente en España. Barcelona, Bilbao, Madrid y Sevilla (ciudad donde se ambientaba parte importante de La fortaleza digital) son los escenarios principales. Se publicó en octubre de 2017.

## Adaptaciones cinematográficas
Tres de las cinco novelas de la serie con el personaje de Robert Langdon han sido adaptadas al cine, todas por el director estadounidense Ron Howard y protagonizadas por Tom Hanks:
1. El código Da Vinci (The Da Vinci Code, 2006). Dirigida por Ron Howard, protagonizada por Tom Hanks y Audrey Tautou, y con las interpretaciones secundarias de Ian McKellen, Alfred Molina, Paul Bettany y Jean Reno.
2. Ángeles y demonios (Angels & Demons, 2009). Dirigida por Ron Howard, protagonizada por Tom Hanks y Ayelet Zurer, y con las interpretaciones secundarias de Ewan McGregor, Stellan Skarsgård y Pierfrancesco Favino.
3. Inferno (Inferno, 2016). Dirigida por Ron Howard, protagonizada por Tom Hanks y Felicity Jones, y con las interpretaciones secundarias de Irrfan Khan, Omar Sy y Ben Foster.

Nota
1. ↑  Las fuentes difieren sobre cómo Sheldon inspiró a Brown. En la página 3 de su declaración como testigo, Brown indica que el libro de Sheldon le llamó la atención y le recordó lo divertido que era leer, pero la fuente de la BBC indica que pensó que podía "hacerlo mejor" que Sheldon.